# Réseau hydrographique du Lot
Le réseau hydrographique du Lot est l'ensemble des éléments naturels (fleuves, rivières, ruisseaux) ou artificiels (canaux), drainant le territoire du département du Lot (région Occitanie, France). Il regroupe ainsi des cours d'eau ou canaux situés entièrement ou partiellement dans le Lot.
Le réseau hydrographique départemental présente une longueur de plus de 5 500 km d'écoulements.

## Cours d'eau

### Notion de cours d'eau
Jusqu'en 2016, aucun texte législatif ne définissait la notion de cours d'eau. Ce n'est qu'avec la loi du 8 août 2016 pour la reconquête de la biodiversité, de la nature et des paysages que cette lacune est comblée. L'article 118 de cette loi insère un nouvel article L. 215-7-1 dans le code de l'environnement précisant que « constitue un cours d'eau un écoulement d'eaux courantes dans un lit naturel à l'origine, alimenté par une source et présentant un débit suffisant la majeure partie de l'année. L'écoulement peut ne pas être permanent compte tenu des conditions hydrologiques et géologiques locales ». Ainsi les trois critères cumulatifs caractérisant un cours d'eau sont :
- la présence et la permanence d’un lit naturel à l’origine, ce qui distingue les cours d’eau (artificialisés ou non) des fossés et canaux creusés par la main de l’homme ;
- l’alimentation par une source ;
- la permanence d’un débit suffisant une majeure partie de l’année, critère qui doit être évalué en fonction des conditions climatiques et hydrologiques locales.

### Bassins versants et cours d'eau
Les bassins hydrographiques sont découpés dans le référentiel national BD Carthage en éléments de plus en plus fins, emboîtés selon quatre niveaux : régions hydrographiques, secteurs, sous-secteurs et zones hydrographiques. Le département est découpé en deux régions hydrographiques : « les Garonne » et « Dordogne » au sein du bassin Adour-Garonne.
Les secteurs et sous-secteurs peuvent être regroupés dans des bassins versants homogènes. Dans le bassin Adour-Garonne, un découpage hydrographique spécifique a été défini pour les eaux de surface par le SDAGE 1996 et conservé dans les SDAGE 2010 puis 2016 : les unités hydrographiques de référence (UHR). La logique de définition repose sur les trois points suivants : une cohérence hydrogéographique forte, une taille moyenne et un bon cadrage de ces unités par les réseaux nodaux du SDAGE (qualité et quantité).
Le territoire départemental peut ainsi être décomposé en deux grands bassins versants et sept UHR :
- le bassin de la Garonne, plus grand bassin versant d'Adour-Garonne (28 900 km2), occupe le sud du département et se subdivise en cinq UHR : « Célé », drainée par le Célé, « Lot aval », drainée par le Lot, « Aveyron », « Tarn aval » et « Séoune », drainée par la Séoune[4] ;
- le bassin de la Dordogne, plus grand bassin versant d'Adour-Garonne (24 000 km2) après celui de la Garonne, occupe le nord du département et se subdivise en deux UHR : « Dordogne amont » et « Dordogne aval », drainée par la Dordogne et le Céou[5] ;

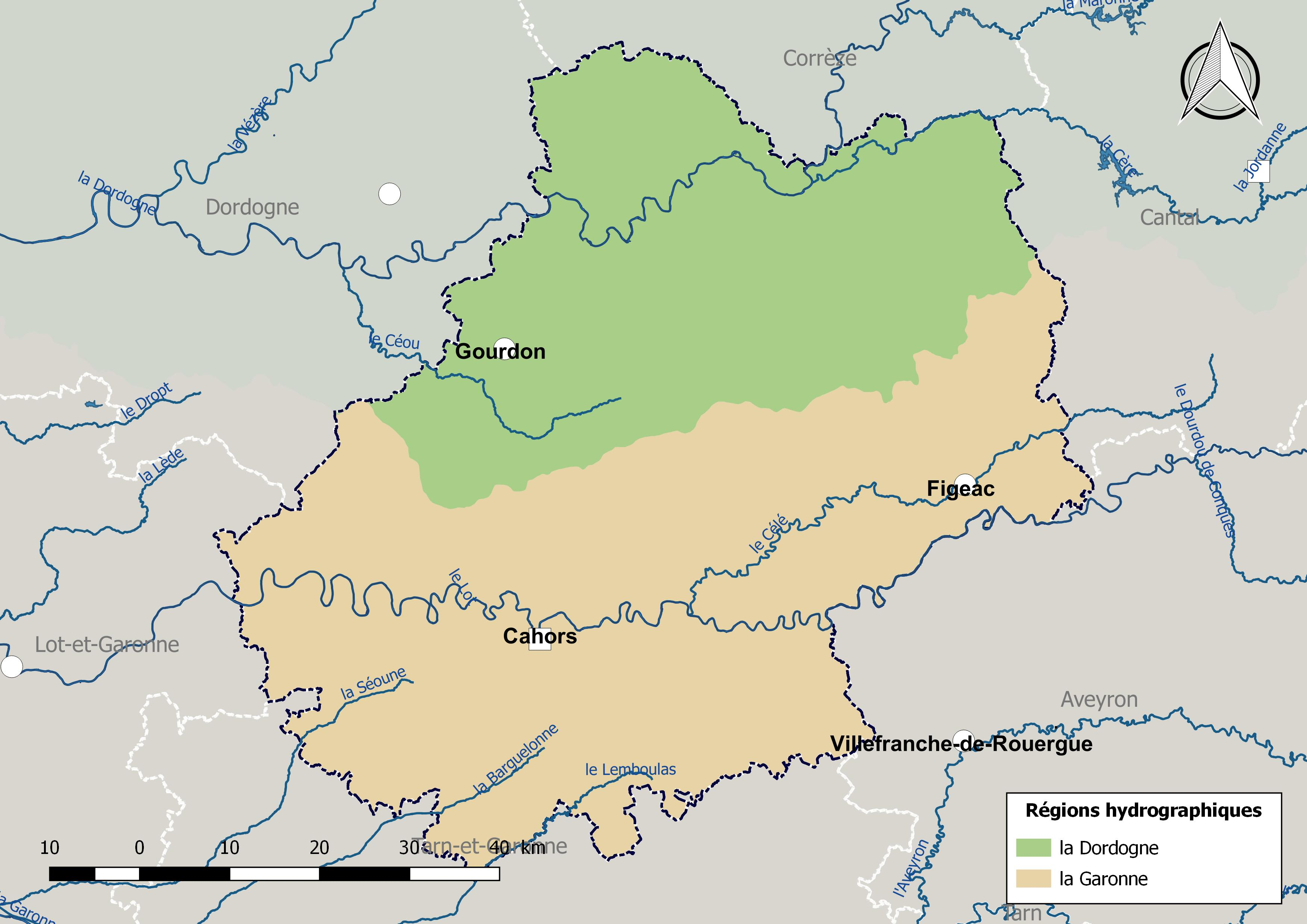
Le Lot est découpé en deux régions hydrographiques.
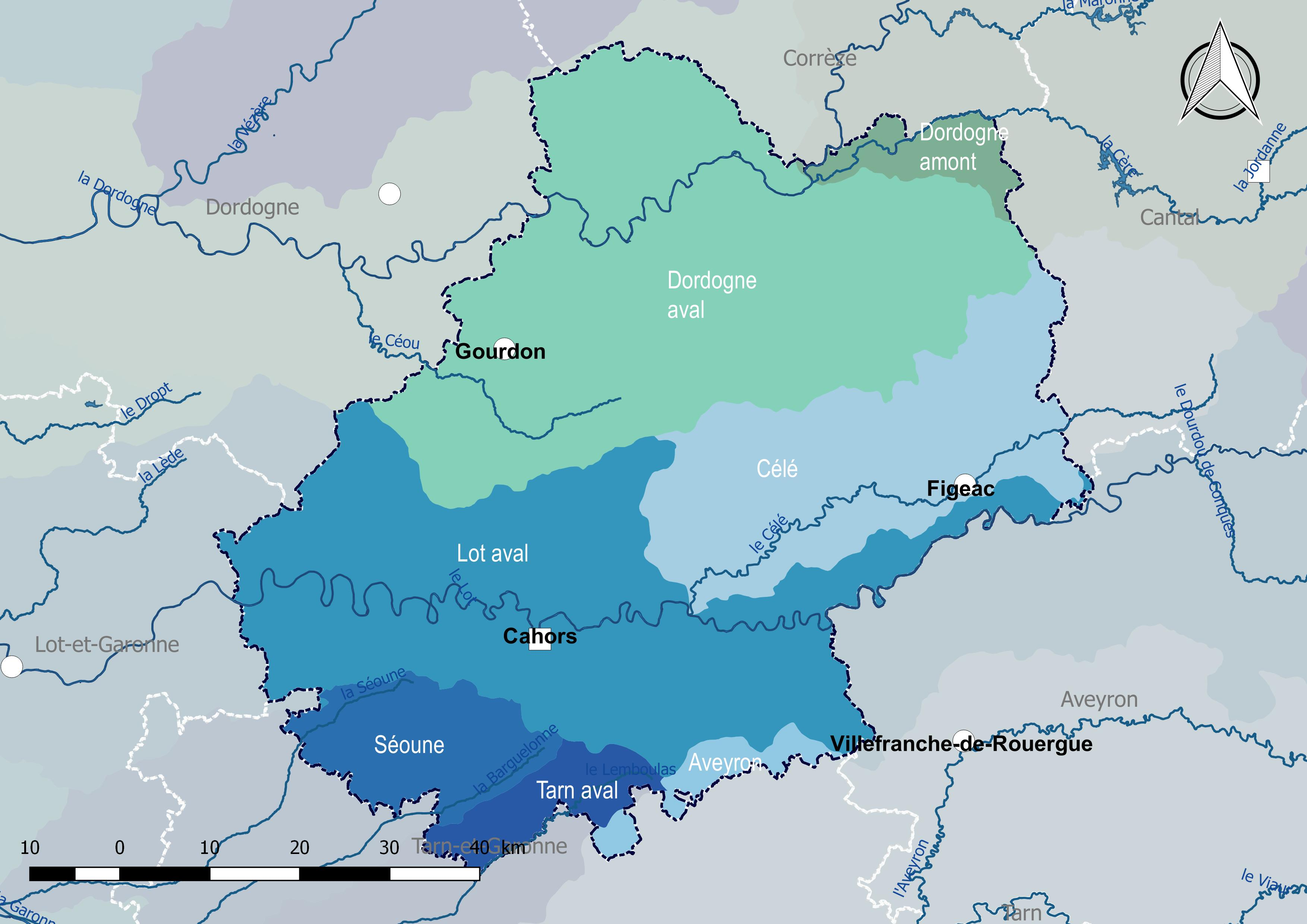
Les unités hydrographiques de référence du Lot.

Le réseau hydrographique s'étend sur un linéaire de près de 5 500 km d’écoulements, dont 8 de longueur supérieure à 50 km et 57 de longueur supérieure à 10 km

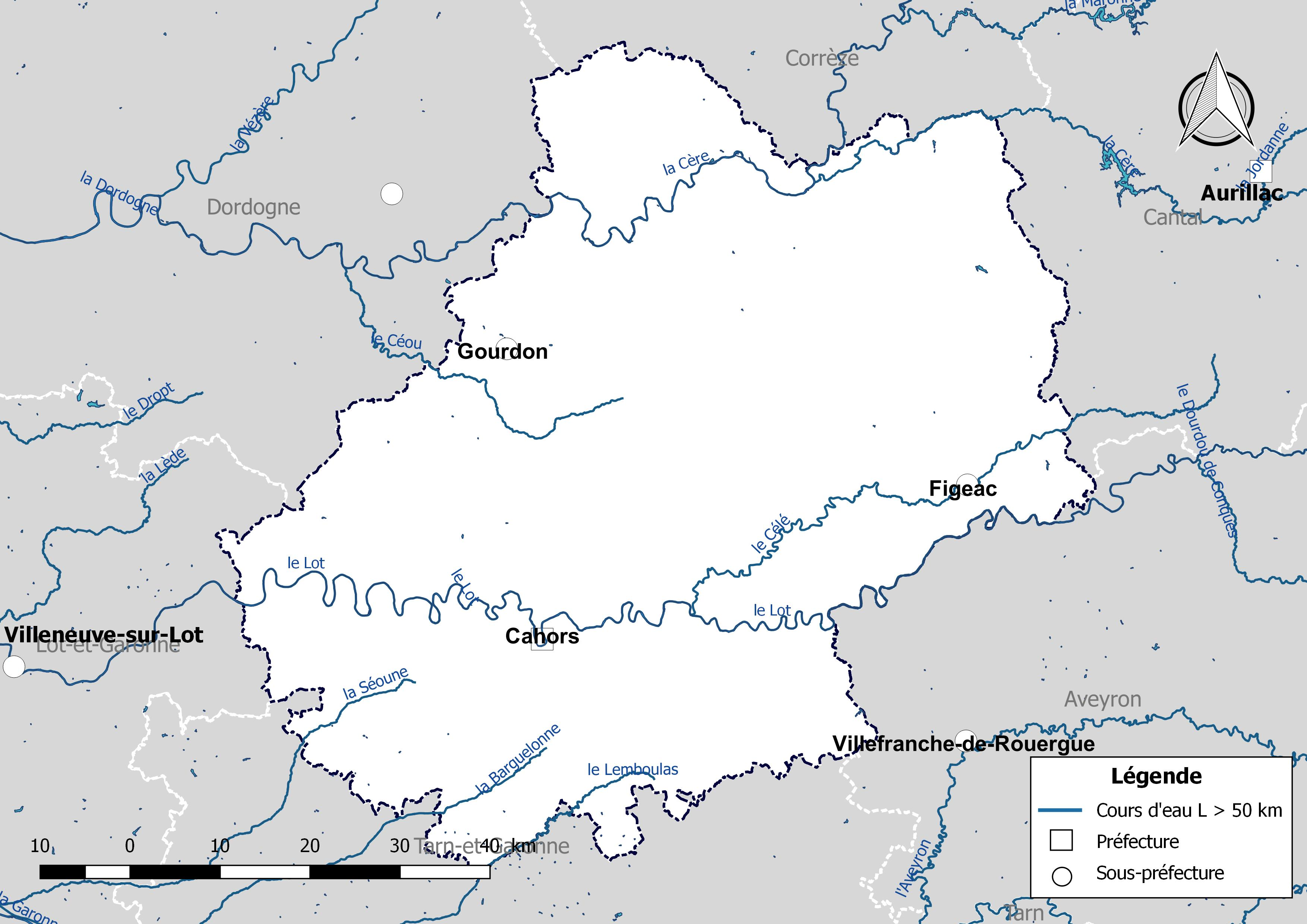
Carte des cours d'eau de longueur supérieure à 50 km du Lot.
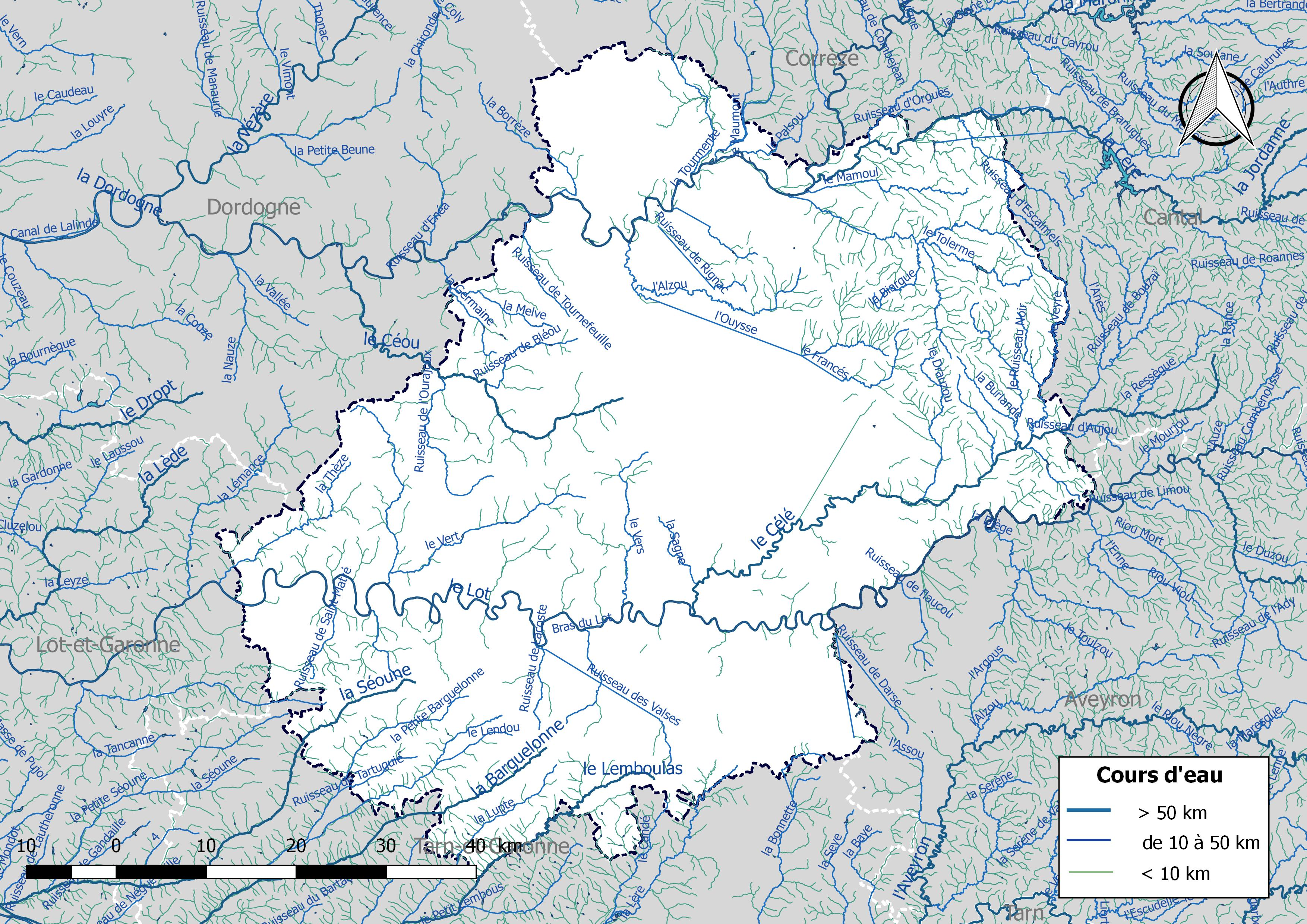
Carte de l'ensemble du réseau hydrographique du Lot.

### Hydrologie des principaux cours d'eau
Les données hydrologiques des principaux cours d'eau du Lot sont acquises grâce à un ensemble de 46 stations de mesure et stockées dans une base de données nationale dénommée Banque Hydro. Les hauteurs d'eau sont mesurées à des pas variables et permettent de calculer, par station, les débits instantanés, journaliers, mensuels, etc. à partir des valeurs de hauteur d'eau et des courbes de tarage (relations entre les hauteurs et les débits). Ces valeurs sont actualisées à chaque mise à jour d'une hauteur ou d'une courbe de tarage (addition, précision supplémentaire, correction, etc.). Ces 46 stations de mesures sont les suivantes :

### Cartographie des cours d'eau au titre de la police de l'eau
En lien avec la loi pour la reconquête de la biodiversité, de la nature et des paysages, publiée au Journal officiel du 9 août 2016, définissant la notion de cours d’eau, une instruction du gouvernement du 3 juin 2015 demande aux services d’État de mettre en place une cartographie du réseau hydrographique dans chaque département, afin de permettre aux riverains concernés de distinguer facilement les cours d’eau des fossés, non soumis aux mêmes règles : une intervention sur un cours d’eau allant au-delà de l’entretien courant ne peut en effet se faire que dans le cadre d’une déclaration ou autorisation « loi sur l’eau ». En outre les agriculteurs qui demandent les aides de la politique agricole commune (PAC) doivent implanter ou conserver une bande tampon de cinq mètres, le long des cours d'eau classés au titre des Bonnes conditions agricoles et environnementales (BCAE). Dans ce cadre, les services de l'État ont engagé une démarche progressive d'identification des cours d'eau et publié une carte de ceux-ci.

### Domaine public fluvial
Le domaine public fluvial, défini par le code général de la propriété des personnes publiques, est composé d’un domaine public naturel et d’un domaine public artificiel. Le domaine public naturel est constitué des cours d’eau et lacs appartenant à l’État, à ses établissements publics, aux collectivités territoriales ou à leurs groupements, et classés dans leur domaine public fluvial.
Le domaine public artificiel est constitué par des canaux, plans d’eau et ports intérieurs appartenant à une personne publique et classés dans son domaine public, ainsi que ses accessoires.
En traversée du département du Lot, deux rivières sont classées dans le domaine public naturel : la rivière Dordogne (65 km) et la rivière Lot (185 km).

## Plans d'eau et milieux aquatiques

### Plans d'eau
L'appellation plan d'eau désigne l'ensemble des retenues d'eau stagnante, d'eau plane, quelle que soit leur surface (minimale ou maximale) et quelle que soit leur profondeur et comprend donc aussi bien les trous d'eau de quelques dizaines ou centaines de m2 que les grands lacs. Les principaux plans d'eau sont les suivants :
le lac du Tolerme (38 ha),
le lac aux oiseaux ou le lac de Bannac (22 ha),
le plan d'eau de Mézels (9 ha),
le plan d'eau de Moulins de Fournols (2 ha).

### Zones humides
Les zones humides recouvrent une grande variété de milieux, à l’interface des milieux terrestres et des milieux aquatiques : marais, tourbières, prairies humides et landes humides, annexes alluviales des cours d’eau, bras morts, ripisylves, zones littorales, marais salants, lagunes côtières, mares et petits étangs peu profonds, terrains exploités ou cultivés en agriculture. Une Cellule d'assistance technique aux zones humides a vu le jour le 14 octobre 2010, portée par l'ADASEA. Sous l'impulsion de la profession agricole, l'objectif est d'accompagner gratuitement les propriétaires et exploitants volontaires dans une gestion raisonnée des parcelles humides.

## Gouvernance de bassin

### Bassins administratifs
La gestion de l’eau, soumise à une législation nationale et à des directives européennes, se décline par bassin hydrographique, au nombre de sept en France métropolitaine, échelle cohérente écologiquement et adaptée à une gestion des ressources en eau. La Lot est située au sein du bassin Adour-Garonne, qui désigne à la fois une circonscription administrative de bassin, territoire de gestion dont les limites sont des limites communales, et un bassin hydrographique, territoire hydrographique dont les limites sont des lignes de partage des eaux.
Chaque circonscription de bassin, également appelée bassin Directive-cadre sur l'eau (bassin DCE), est découpée en sous-bassins administratifs, dénommés aussi sous-bassins DCE, qui constituent un niveau intermédiaire d’agrégation entre la masse d'eau et le bassin Directive-cadre sur l'eau. Le Lot est découpé en quatre sous-bassins administratifs : « Dordogne », « Lot », « Garonne » et « Tarn-Aveyron ».

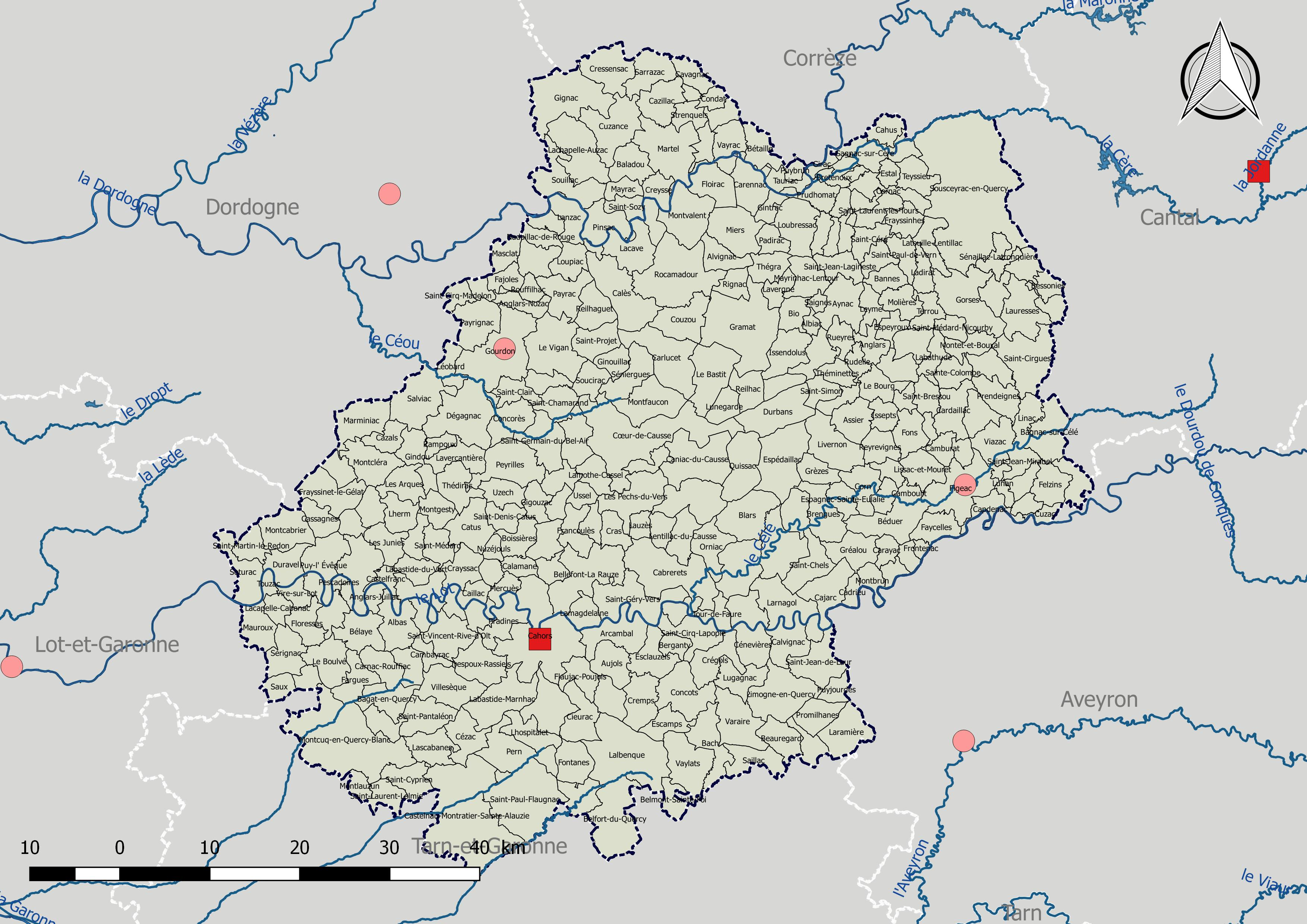
Le Lot est situé au sein du Adour-Garonne.
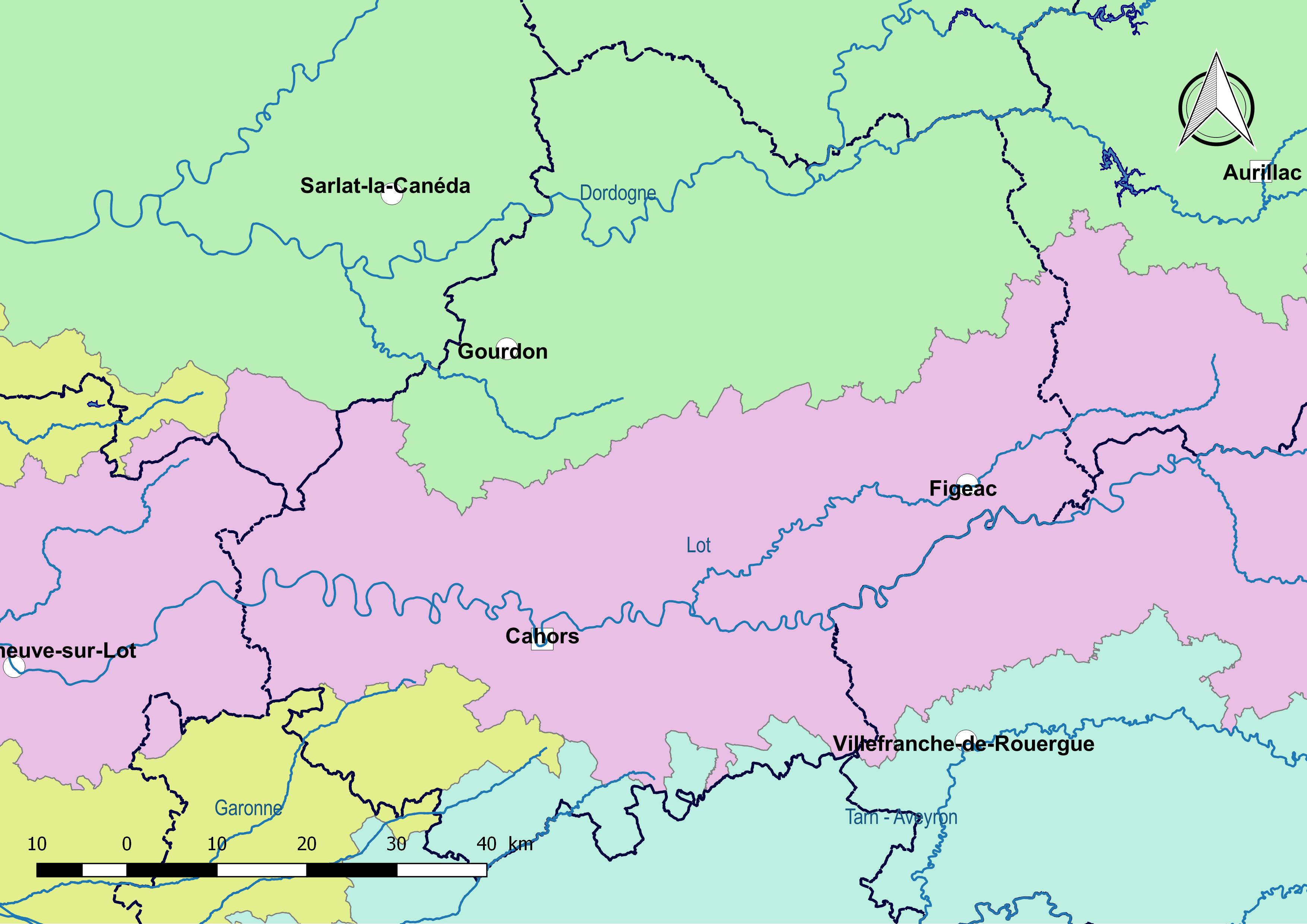
Le département est découpé en quatre sous-bassins administratifs : « Dordogne », « Lot », « Tarn-Aveyron » et « Garonne ».

### Acteurs à l'échelle de bassins

#### Instances de bassin
La sphère de décision comprend le comité de bassin et le préfet coordonnateur de bassin. Les instances de bassins sont constituées de deux entités :
- le comité de bassin Adour-Garonne, une instance de concertation qui regroupe différents acteurs, publics ou privés, agissant dans le domaine de l’eau : collectivités, État, usagers, personnes qualifiées, milieux socioprofessionnels et le préfet coordonnateur de bassin ;
- l'agence de l'eau Adour-Garonne, un établissement public à caractère administratif de l’État, dont le siège est à Toulouse.

#### Commissions territoriales
Les commissions territoriales sont des instances d’échanges et de débats, qui organisent la concertation plus près du terrain entre comité de bassin et acteurs de l’eau. Elles regroupent le Préfet coordonnateur de bassin, des membres du Comité de bassin, des personnalités qualifiées, et les présidents des CLE et EPTB. Sur les huit commissions existant en Nouvelle-Aquitaine, trois concernent le département du Lot : « Dordogne », « Lot » et « Tarn-Aveyron ».

#### Commissions locales de l'eau
Une Commission locale de l'eau est définie à l'échelle de chaque schéma d'aménagement et de gestion des eaux (SAGE), qui, respectant le schéma directeur d'aménagement et de gestion des eaux (SDAGE), précise les objectifs plus détaillés de l’utilisation de l’eau. Elle est composée de 50 % d’élus, 25 % d’usagers, 25 % d'administrations.

#### Établissements publics territoriaux de bassin
La loi du 30 juillet 2003 relative à la prévention des risques technologiques et naturels et à la réparation des dommages a fait des établissements publics territoriaux de bassin (EPTB) des acteurs officiels de la politique de l'eau à l'échelle d'un bassin versant ou d'un sous-bassin. Leur rôle a été renforcé par la loi sur l'eau et les milieux aquatiques du 30 décembre 2006 et par la loi du 12 juillet 2010 portant engagement national pour l’environnement (Grenelle 2). Leur périmètre doit répondre à la cohérence hydrographique d'un bassin ou d’un sous-bassin hydrographique, sans limite de taille minimum. Ils sont déconnectés des limites administratives des collectivités membres.
Deux EPTB sont compétents sur le territoire du Lot : le syndicat mixte du Bassin du Lot, qui couvre cinq départements (Lozère, Cantal, Aveyron, Lot et Lot-et-Garonne) et l'EPTB de la Dordogne (EPIDOR).

### Planification
La directive-cadre sur l'eau (DCE) du 23 octobre 2000 déploie une logique de planification (les « plans de gestion » que sont les schémas directeurs d’aménagement et de gestion des eaux (SDAGE) en France), associée à une politique de programmation (les « programmes de mesures » - PdM), à l’échelle des grands bassins hydrographiques.

#### Schéma directeur d'aménagement et de gestion des eaux (SDAGE)
Le schéma directeur d'aménagement et de gestion des eaux (SDAGE) est un document de planification dans le domaine de l’eau. Il définit, pour une période donnée de six ans, les grandes orientations pour une gestion équilibrée de la ressource en eau ainsi que les objectifs de qualité et de quantité des eaux à atteindre dans le bassin hydrographique dont dépend le département. Il est établi en application des articles L.212-1 et suivants du code de l’environnement. Le département du Lot est concerné par le SDAGE Adour-Garonne.
| SDAGE               | Approbation par le Préfet coordonnateur de bassin | Approbation par le Préfet coordonnateur de bassin | Approbation par le Préfet coordonnateur de bassin        |
| SDAGE               | Période 2010-2015                                 | Période 2016-2021                                 | Période 2022-2027                                        |
| ------------------- | ------------------------------------------------- | ------------------------------------------------- | -------------------------------------------------------- |
| SDAGE Adour-Garonne | 1er décembre 2009                                 | 1er décembre 2015                                 | En préparation (état des lieux produit en novembre 2019) |

#### Schéma d'aménagement et de gestion des eaux (SAGE)

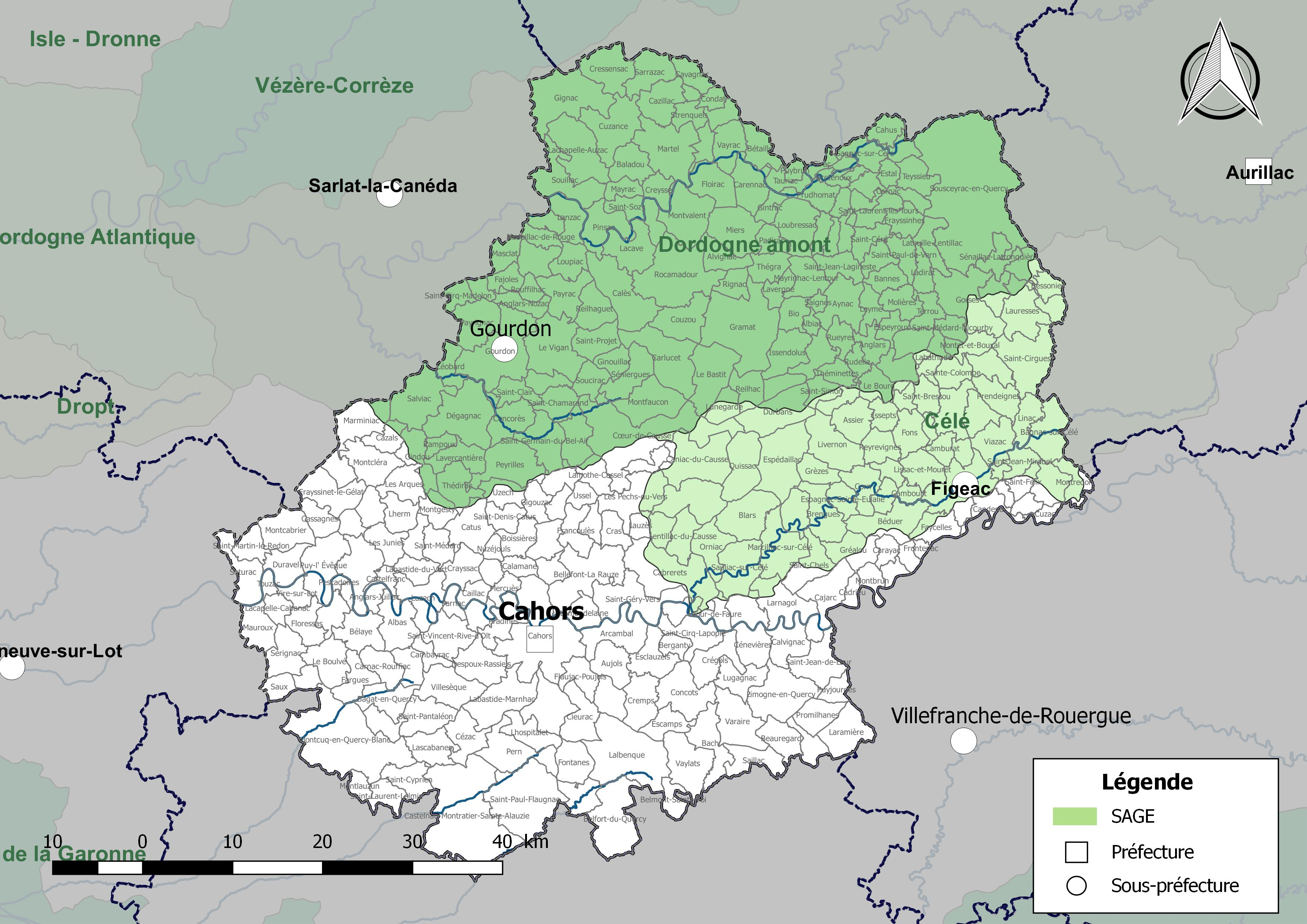
Carte des SAGE concernant le département du Lot au 1er janvier 2018.

Le schéma d'aménagement et de gestion des eaux (SAGE) est le deuxième niveau de planification, au périmètre plus restreint que le schéma directeur d'aménagement et de gestion des eaux (SDAGE). Il est fondé sur une unité de territoire où s’imposent une solidarité physique et humaine (bassins versants, nappes souterraines, estuaires, …). Il fixe les objectifs généraux, les règles, les actions et moyens à mettre en oeuvre pour gérer la ressource en eau et concilier tous ses usages. Le SAGE est élaboré par une commission locale de l'eau (C.L.E.) composée d’élus, d’usagers et de représentants de l’État. Il doit être approuvé par le Préfet après avis du comité de bassin pour devenir opposable aux décisions publiques. Les SAGE doivent être compatibles avec les orientations du SDAGE en application sur leur territoire.
Dans le département, deux territoires sont engagés dans une démarche de SAGE :
| Nom du SAGE         | Phase        | Périmètre fixé le | Création CLE       | Approuvé le    | Superficie | Département pilote |
| ------------------- | ------------ | ----------------- | ------------------ | -------------- | ---------- | ------------------ |
| Célé (1er contrat)  | Mis en œuvre | 15 novembre 2004  | 16 janvier 2006    | 5 mars 2012    | 1 586 km2  | Lot                |
| Célé (2ème contrat) | En cours     | id 1er contrat    | id premier contrat | 4 juillet 2014 | 1 586 km2  | Lot                |
| Dordogne amont      | Élaboration  | 15 avril 2013     | 10 décembre 2013   | -              | 9 700 km2  | Corrèze            |

### Contrats territoriaux
Lorsque des masses d’eau sont soumises à de nombreuses pressions entraînant leur déclassement au titre du bon état ou des impacts sur les usages de l’eau, l’Agence de l’eau préconise la mise en œuvre de contrats à l’échelle du territoire. Ces contrats sont des programmes d’actions élaborés sur cinq ans, qui précisent les travaux ou études à réaliser, les maîtres d’ouvrage, les modes de financement, les échéances de réalisation, etc. Ils sont élaborés par un porteur de projet, accompagné des maîtres d’ouvrage et des partenaires techniques et financiers. Ces contrats n’ont pas de valeur juridique. Fin 2018, 17 programmes contractuels étaient engagés sur le bassin Adour-Garonne. Un concernait le département du Lot : « Célé (2ème contrat) », 93 communes dont 68 dans le Lot, signé le 4 juillet 2014, pour une période de 5 ans.

## Gouvernance locale

### Niveau départemental

#### Services de l'État
La police de l'eau réglemente les installations, ouvrages, travaux ou activités qui peuvent exercer des pressions sur les milieux. Elle est assurée par trois polices spécialisées : la police de l’eau et des milieux aquatiques, la police de la pêche et la police des installations classées. Les acteurs principaux sont :
- la Mission interservice de l'eau et de la nature (ex-Mission interservices de l’eau - MISE) rassemble, sous l'autorité du préfet et le pilotage de la Direction départementale des territoires (DDT), de nombreux services de l'État tels que la Direction régionale de l'environnement, de l'aménagement et du logement (DREAL), la Direction régionale de l'alimentation, de l'agriculture et de la forêt (DRAAF) de la région Nouvelle-Aquitaine, la Direction départementale de la protection des populations (DDPP), l'Office national de la chasse et de la faune sauvage (ONCFS), la gendarmerie ainsi que des établissements publics de l'État : Agence régionale de santé (ARS), les agences de l'eau[61] ;
- l'Office national de l'eau et des milieux aquatiques (Onema) dont l'action se coordonne avec l’ensemble des services des polices de l’eau dans le cadre de conventions avec les préfets ;
- la direction départementale des territoires (DDT) du Lot est le service unique de police de l'eau du département du Lot ;
- la gendarmerie et les maires sont compétents pour constater les infractions et les pollutions.

#### Département
Le conseil départemental du Lot, jusqu'à l'entrée en vigueur de la loi Gemapi, assistait les communes, communautés de communes et syndicats dans la mise en œuvre des programmes de restauration et d'entretien des cours d'eau départementaux en vue d'améliorer la qualité de l'eau. Le Département soutient ainsi financièrement les Ententes interdépartementales Lot et EPIDOR (Dordogne), le syndicat de la vallée de la Dordogne, le Syndicat mixte du bassin de la Rance et du Célé et le dispositif d'alerte des crues sur la rivière Dordogne.

#### Autres organismes
- la Fédération de la pêche du Lot est une association qui coordonne et soutient les actions des associations Agréées pour la Pêche et la Protection du Milieu Aquatique (AAPPMA) responsables de la détention et la gestion des droits de pêche dans le département. Elle promeut et défend la pêche de loisirs en eau douce et participe à la protection et la gestion durable des milieux aquatiques[64] ;
- la Chambre d'agriculture du Lot met en place avec les agriculteurs des programmes pour la préservation des milieux aquatiques.

### Niveau intercommunal
Force est de constater que la rivière n’est plus utilisée pour les besoins des riverains, que les travaux d’entretien sont coûteux et que le mode d’occupation des sols ainsi que les pratiques culturales ont été profondément modifiés. Les collectivités territoriales sont dès lors autorisées, mais ce n’est pas une obligation, à se substituer aux riverains pour assurer l’entretien et l’aménagement des cours d’eau non domaniaux lorsque ces travaux présentent un caractère d’intérêt général ou d’urgence (Article L.211-7 Code de l’Environnement). La constitution de syndicats intercommunaux pour l’entretien des rivières garantit la cohérence des interventions, permet de mutualiser les moyens des communes et de bénéficier de subventions publiques. Les communes ont donc été amenées petit à petit à se substituer aux riverains. Elles se sont regroupées en syndicats de rivières et ont pris en charge les travaux sur les cours d’eau non domaniaux.

#### Intercommunalités et GEMAPI
Depuis le 1er janvier 2018 et en application de la loi de modernisation de l'action publique territoriale et d'affirmation des métropoles (Maptam) promulguée le 27 janvier 2014, une nouvelle compétence exclusive et obligatoire de « gestion des milieux aquatiques et prévention des inondations » (GEMAPI) (essentiellement articles 56 à 59) est dévolue aux communes ou, en lieu et place des communes, par les établissements publics de coopération intercommunale à fiscalité propre (EPCI-FP). Les communes ou EPCI-FP pourront adhérer à des syndicats mixtes et leur transférer tout ou partie de la compétence. Les missions relatives à la GEMAPI sont définies dans l'article L. 211-7 du Code de l'environnement, il s’agit de,, :
- l'aménagement d’un bassin ou d’une fraction de bassin hydrographique (rétention, ralentissement et ressuyage des crues par exemple) - item 1° du L211-7 CE ;
- l'entretien et aménagement d’un cours d'eau, canal, lac ou plan d'eau, y compris ses accès - item 2 du L211-7 CE ;
- la défense contre les inondations et contre la mer ;
- la protection et la restauration des sites, des écosystèmes aquatiques et des zones humides ainsi que des formations boisées riveraines.

Par ailleurs la loi Ferrand du 3 août 2018 confie, à partir de 2020, la compétence de la gestion des eaux pluviales urbaines aux communautés urbaines et aux communautés d'agglomération. Elle est facultative pour les communautés de communes.
Instituée par arrêté du 20 janvier 2016, la stratégie d’organisation des compétences locales de l'eau (dite SOCLE) s’inscrit dans la réforme de la gouvernance de l’eau, issue des lois de modernisation de l’action publique territoriale et d’affirmation des métropoles (MAPTAM) et portant nouvelle organisation territoriale de la République (NOTRe). Elle vise à rationaliser les différents structures intervenant dans le domaine de l'eau. Elle a pour objet d'établir un descriptif de la répartition actuellement connue des compétences dans le domaine de l’eau (GEMAPI, eau potable, assainissement) entre les collectivités et leurs groupements et de proposer des regroupements. Pour le bassin Adour-Garonne, une première version a été arrêtée le 21 décembre 2017. Une nouvelle version de SOCLE est travaillée dès 2019 afin d'être intégrée aux documents d’accompagnement du futur schéma directeur d’aménagement et de gestion des eaux (SDAGE 2022-2027) prévu d’être adopté fin 2021.
Au 1er janvier 2020, les 9 intercommunalités à fiscalité propre du Lot disposent des compétences relatives aux items 1, 2 et 4 de la loi Gemapi propres aux cours d'eau (« Aménagement d'un bassin ou d'une fraction de bassin hydrographique », « Entretien et aménagement d'un cours d'eau, canal, lac ou plan d'eau » et « Protection et restauration des sites, des écosystèmes aquatiques, des zones humides et des formations boisées riveraines »).

#### Syndicats de rivières
Les collectivités territoriales peuvent se regrouper et former un syndicat de rivière (à vocation unique ou multiple) qui sera compétent géographiquement sur une vallée ou une partie importante de celle-ci, dont l’objet est de mener toutes actions concernant la gestion d’un cours d’eau et de ses affluents (assainissement, restauration des milieux, travaux d’entretien, animation de la politique locale sur ce thème …). Mais le contexte réglementaire a fortement évolué avec la GEMAPI et de nombreuses études de gouvernance sont en cours en 2017. Toute situation doit être regardée à une date donnée. Elle est susceptible d'évoluer ensuite.
La SOCLE arrêtée en décembre 2017 faisait état de six structures du Lot ayant bénéficié d'aides de l'agende de l'eau Adour-Garonne :
- Communauté de communes Causses et Vallée de la Dordogne - Sousceyrac-en-Quercy ;
- Grand Cahors ;
- Syndicat intercommunal des bassins du Ceou et de la Germaine ;
- Syndicat mixte Assainissement des cours d'eau des Cantons de Montcuq et Castelnau-Montratier ;
- Syndicat mixte du bassin de la Rance et du Célé ;
- Syndicat mixte d'aménagement et gestion du Parc naturel régional des Causses du Quercy.

Au 1er janvier 2020, la base nationale de l'intercommunalité (Banatic) recense dans le Lot 4 syndicats disposant des compétences relatives aux items de la loi Gemapi propres aux cours d'eau et milieux aquatiques (« Aménagement d'un bassin ou d'une fraction de bassin hydrographique » et « Entretien et aménagement d'un cours d'eau, canal, lac ou plan d'eau » et « Protection et restauration des sites, des écosystèmes aquatiques, des zones humides et des formations boisées riveraines ») :
- SM Célé Lot-médian[74] ;
- SM de la Dordogne moyenne et de la Cère aval[75] ;
- SM des bassins versants du Céou et de la Germaine[76] ;
- SM du bassin du Lot[77].

## Entretien et aménagement

### Entretien des cours d'eau
D’un point de vue réglementaire, la loi sur l'eau et les milieux aquatiques du 30 décembre 2006 (LEMA) a modifié la définition de l’entretien d’un cours d’eau fixée à l’article L.215-14 du code de l’environnement. Selon cet article, l’entretien régulier a pour objet « de maintenir ce cours d’eau dans son profil d’équilibre, de permettre l’écoulement naturel des eaux et de contribuer à son bon état écologique ou, le cas échéant, à son bon potentiel écologique, notamment par enlèvement des embâcles, débris et atterrissements, flottants ou non, par élagage ou recépage de la végétation des rives ». Les travaux susceptibles d’être engagés pour procéder à l’entretien sont strictement encadrés (articles L. 215-14 et R.215-2 du code de l’environnement) et doivent correspondre notamment à l'enlèvement des embâcles, débris et atterrissements, flottants ou non, l'élagage ou le recépage de la végétation des rives. Selon leur nature, les travaux d'entretien sont soumis à autorisation ou déclaration. La DDT du Lot, en concertation avec la profession agricole, a publié en 2018 un guide d'entretien des cours d'eau,.

### Aménagement des cours d'eau
L'aménagement des cours d'eau comprend, entre autres :
- la réalisation d'infrastructures et de bâtiments (travaux routiers, zone d’aménagement concertée..)
- la protection de berges
- la restauration hydro-morphologique des cours d’eau, c’est-à-dire de ses profils en long et en travers et de son tracé planimétrique : capture, méandres, etc.
- la restauration de la continuité écologique, c’est-à-dire la possibilité de circulation des espèces animales et le bon déroulement du transport des sédiments.

Selon leur nature, les travaux d'aménagement sont soumis à autorisation ou déclaration.

## Pêche et peuplements piscicoles

### Droit de pêche et associations de pêche
Le propriétaire riverain a le droit de pêche jusqu’à la limite de sa propriété (milieu de cours d’eau) sous réserve de disposer d’une carte de pêche (L. 435-4 et R435-34 à 39 du code de l’Environnement)
,. S’il le souhaite, le propriétaire peut signer un bail de pêche avec une association (exemple l'AAPPMA) ou la fédération de pêche départementale. En donnant le droit de pêche, qui ne le dessaisit pas lui-même de ce droit, il doit laisser un accès aux pêcheurs membres de cette association. En 2020, il y a 30 associations agréées de Pêche et de Protection du Milieu Aquatique (AAPPMA). Tout pêcheur non propriétaire riverain doit avoir acquis une carte de pêche pour la saison d'exercice. Celle-ci constitue avant tout un droit d’accès et d’exercice sur les territoires autorisés.

### Classement et peuplements piscicoles
La catégorie piscicole est un classement juridique des cours d'eau en fonction des groupes de poissons dominants. Un arrêté réglementaire préfectoral permanent reprend l’ensemble des dispositions applicables en matière de pêche dans le département du Lot en les différenciant selon les catégories piscicoles. Ces dispositions sont reprises sur le site de la fédération de pêche du Lot.

#### Cours d'eau de première catégorie
Un cours d'eau est déclaré de première catégorie lorsque le peuplement piscicole dominant est constitué de salmonidés (truite, omble chevalier, ombre commun, huchon). Si elles sont naturellement présentes (et non issues de réempoissonnements successifs), ces espèces sont réputées être de bons bioindicateurs. Elles sont en général accompagnées par d'autres petits poissons (vairon, chabot, etc). Ce type de cours d'eau est souvent qualifié de « rivière à truites ». Dans le Lot, sont classés en première catégorie tous les cours d'eau ou portions de cours d'eau non classés en deuxième catégorie, notamment la Cère, l'Alzou en amont de son confluent avec le Thégra et les affluents tributaires de la retenue du barrage de Candes.

#### Cours d'eau de deuxième catégorie
Pour un cours d'eau de deuxième catégorie, le peuplement piscicole dominant est constitué essentiellement de poissons blancs (cyprinidés) (donc rivière cyprinicole) et de carnassiers (brochet, sandre et perche). Depuis les années 1990, ce type de rivières est également peuplé de silures. Dans le Lot, les cours d'eau classés en deuxième catégorie sont les suivants :
- le Lot, le Vers en aval de la chaussée de Balitrand, sur le territoire de la commune de Vers ;
- le Célé, en aval du pont Gambetta, à Figeac ;
- la Dordogne,
- la Cère, en val du canal de fuite de l'usine de Marconcelles (commune de Laval-de-Cère) ; la Sourdoire ; la Tourmente.
- l'Ouysse, en aval de la résurgence de Cabouy, l'Alzou, en aval de son confluent avec le Thégra ;
- l'Emboulas.
- la retenue du barrage de Candes (à l'exception de ses affluents) située sur le ruisseau de Candes (commune de Comiac) et limitée à l'amont par le pied du barrage formant le lac de retenue de Vergnes et à l'aval par le barrage E.D.F. de Candes.

### Frayères
En application du code de l'environnement, le préfet du Lot a défini par arrêté préfectoral du 28 décembre 2012, un inventaire des cours d’eau ou parties de cours d’eau abritant des zones de reproduction, de croissance ou d’alimentation des espèces les plus fragiles de la faune piscicole, devant être particulièrement préservées. Trois listes ont été établies sous le pilotage du service départemental de l’Office national de l'eau et des milieux aquatiques (ONEMA), en collaboration avec la Fédération de Pêche, le Service de Police de l’eau de la DDT et différents partenaires associés à cette démarche. Deux groupes de travail réunis en 2012 ont permis d’aboutir à l’élaboration et à la validation du projet d'inventaire,. Trois cartes complètent cet arrêté.

### Plan départemental pour la protection des milieux aquatiques et la gestion des ressources piscicoles
Le plan départemental pour la protection des milieux aquatiques et la gestion des ressources piscicoles (PDPG) est un document qui établit un diagnostic de l'état du milieu aquatique, identifie les contextes piscicoles et les pressions anthropiques ou naturelles et fixe, pour les associations adhérentes à la fédération, les orientations de protection des milieux aquatiques et de mise en valeur piscicole. Encadré par l'article L. 433-4 du code de l'environnement, il est élaboré par chaque fédération départementale ou interdépartementale de pêche et de protection du milieu aquatique (FDPPMA). Depuis la loi du 8 août 2016 relative à la reconquête de la biodiversité, de la nature et des paysages, ce plan doit être compatible avec les orientations du schéma directeur d'aménagement et de gestion des eaux et, quand il existe, avec le schéma d'aménagement et de gestion des eaux ,.

## Continuité écologique

### Notion de continuité écologique
La continuité d’un cours d’eau est une notion introduite en 2000 par la Directive cadre européenne sur l'eau. En droit français, l'article R214-109 du code de l'environnement définit la notion d'obstacle à la continuité écologique. A contrario, la continuité écologique est obtenue en supprimant ou limitant ces obstacles et doit permettre d'assurer :
- la libre circulation des organismes aquatiques et leur accès aux zones indispensables à leur reproduction, leur croissance, leur alimentation ou leur abri ;
- le transport naturel des sédiments de l’amont à l’aval des cours d’eau.
- les connexions latérales avec les réservoirs biologiques et en assurer leur bonne hydrologie

Le défaut de continuité écologique peut être la conséquence de la présence d'ouvrages en travers des cours d'eau, mais aussi d'ouvrages coupant les connexions latérales. En plus de constituer une entrave à la circulation des poissons, la fragmentation des cours d'eau affecte les capacités d'adaptation des espèces aux changements climatiques, induit des perturbations du fonctionnement des écosystèmes aquatiques et réduit l'efficacité des services rendus par les écosystèmes.

### Classement des cours d'eau

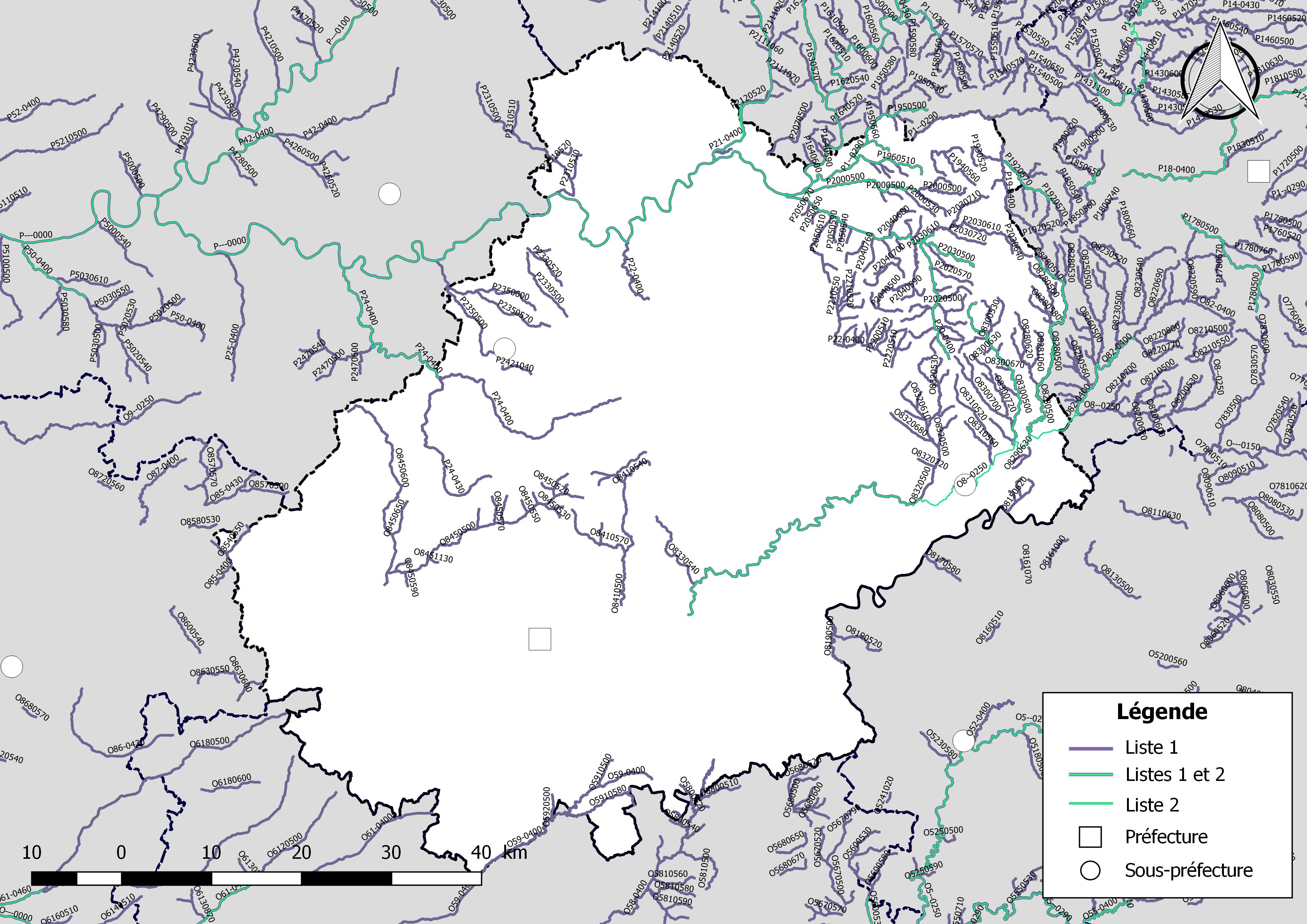
Carte des cours d'eau du Lot classés au titre de l'article L. 214-17 du Code de l’Environnement.

Depuis plus d'un siècle, des rivières sont classées pour bénéficier de mesures de protection particulières. Ces classements de cours d'eau, outils réglementaires, ont été établis afin de limiter l'impact des ouvrages construits en travers des cours d'eau sur la circulation piscicole. Avant 2006, deux catégories distinguaient certains cours d'eau en fonction de leur état et de la volonté de préserver et restaurer la continuité écologique : les rivières classées et les rivières réservées.
À partir de 2006, les critères de classement des cours d’eau ont été adaptés aux exigences de la directive cadre sur l’eau avec la loi sur l'eau et les milieux aquatiques (LEMA) du 30 décembre 2006 et le décret n° 2007-1760 du 14 décembre 2007. Pour atteindre l’objectif de bon état des eaux, les dispositifs antérieurs sont réformés pour intégrer l’ensemble des composantes de la continuité écologique. Deux listes de classement sont définies pour chacun des bassins hydrographiques (Article L. 214-17 du Code de l’Environnement). Les éléments de cadrage nécessaires pour l’établissement de ces nouveaux classements, qui seront arrêtés par les préfets coordonnateurs de bassin sur la base des propositions des préfets de département sont définis dans la circulaire du 6 février 2008. Le délai ultime pour procéder à la première refonte des classements était le 1er janvier 2014. Les nouveaux arrêtés de classement ont été publiés le 7 octobre 2013 pour le bassin Adour-Garonne,.
En synthèse, ces listes s'inscrivent dans deux logiques différentes selon l'état initial de la rivière : préserver et/ou restaurer, :
| Liste   | Objectifs | Conséquences |
| ------- | --- | --- |
| Liste 1 | Préserver les cours d’eau ou parties de cours d’eau : - en très bon état écologique, - « réservoirs biologiques », dotés d’une riche biodiversité jouant le rôle de pépinière, - nécessitant une protection complète des poissons migrateurs. | Interdiction de construire tout nouvel obstacle à la continuité écologique quel qu’en soit l’usage. Des prescriptions de maintien de la continuité écologique pour tout renouvellement de concession ou d'autorisations. |
| Liste 2 | Restaurer la continuité écologique sur les cours d’eau en assurant le transport suffisant des sédiments et la circulation des poissons. | Obligation de mise en conformité des ouvrages dans les 5 ans après publication de la liste. |

## Prévention des inondations

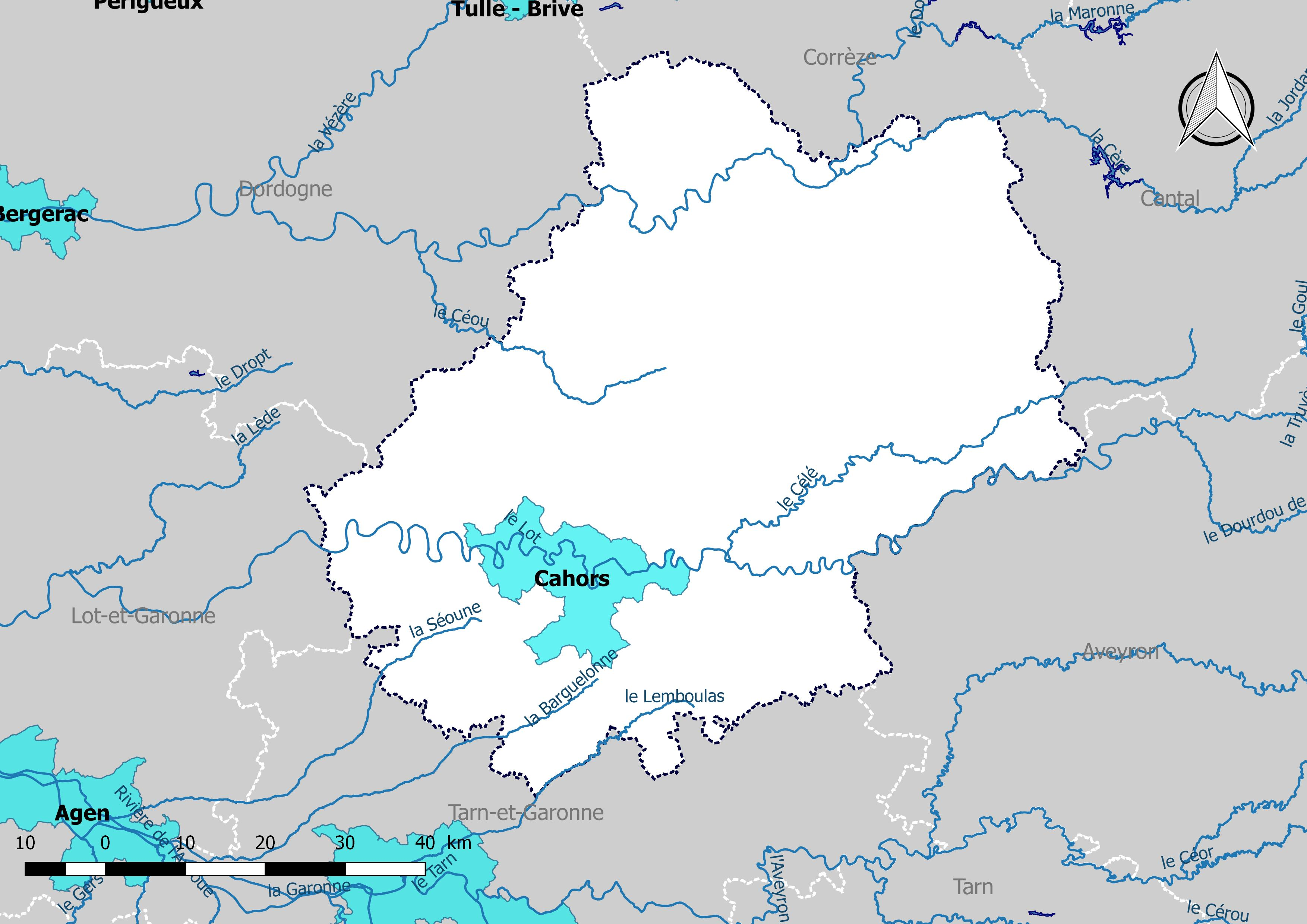
Le département comprend trois TRI relatifs à des débordements de cours d'eau (Lot, Isle/Auvézère et Vézère).

Le risque d'inondation est un des risques majeurs susceptibles d'affecter le département du Lot. Il se caractérise par la possibilité qu'un aléa de type inondation se produise et occasionne des dommages plus ou moins importants aux personnes, aux biens ou à l'environnement sur le territoire départemental. Deux types d'inondation peuvent concerner le département : par débordement de cours d’eau, générant des inondations dites « de plaine », et par ruissellement urbain, des cries s’apparentant à des phénomènes torrentiels. Les cours d'eau les plus sensibles sont :
- le Lot et ses affluents (Célé, Vers …),
- la Dordogne et ses affluents (Céré, Bave, Sourdoire, Tourmente, Ouysse, Borrèze, Céou …),
- des ruisseaux se perdant dans les causses (Francès, Alzou …),
- des ruisseaux affluents de la Garonne (Barguelonne, Lupte, Lendou …).

### Territoires à risques importants d'inondation
La stratégie nationale de lutte contre les inondations définie en mars 2012, qui intègre elle-même des démarches de prévention antérieures, est déclinée localement. Différentes études ont permis de mieux appréhender la vulnérabilité du territoire et ont permis d’identifier un territoire à risques importants d'inondation (TRI), lié à des risques de débordements de cours d’eau :
- le TRI « Cahors » - 14 communes[107],[108] - stratégie locale de gestion du risque d'inondation arrêtée en août 2017[109].

### Plans de prévention des risques d'inondation
De nombreuses communes, particulièrement celles appartenant à un TRI, sont couvertes par un plan de prévention des risques d'inondation (PPRI), approuvé ou en cours d'études. En 2014, date d'élaboration du dossier départemental des risques majeurs, 124 PPRI étaient approuvés et 38 prescrits en cours d'étude.

### Gestion des inondations
Au 1er janvier 2020, la base nationale de l'intercommunalité (Banatic) recense dans le Lot 13 intercommunalités disposant de la compétence relative à l'item 3 de la loi Gemapi (« Défense contre les inondations et contre la mer ») :
- les neuf EPCI du Lot ;
- quatre syndicats :
  - SM Célé Lot-médian[74] ;
  - SM de la Dordogne moyenne et de la Cère aval[75] ;
  - SM des bassins versants du Céou et de la Germaine[76] ;
  - SM du bassin du Lot[77].

## Exploitation des cours d'eau

### Hydroélectricité
Avec une capacité installée de 25 510 MW, la filière hydraulique est en 2018 la deuxième source d’électricité française, et la première parmi les sources d’électricité renouvelable. Dans le Lot, un seul barrage de classe B (hauteur supérieur à 10 m et dont le volume de la retenue respecte une condition spécifique) est en exploitation, le barrage de Candes.
| Nom                 | Propriétaire/ Exploitant | Hauteur (en m) | Volume de la retenue (en m3) | Rivière | Type Barrage | Longueur (en m) | Année de mise en service | Surface de la retenue (en m2) | Surface du bassin versant (en km2) | Altitude de la crête (en m) | Usage(s)         | Localisation                |
| ------------------- | ------------------------ | -------------- | ---------------------------- | ------- | ------------ | --------------- | ------------------------ | ----------------------------- | ---------------------------------- | --------------------------- | ---------------- | --------------------------- |
| Barrage de Candes 2 | EDF                      | 40             | 1 800                        |         | Enrochements | 160             | 1967                     | 16                            | 20                                 | 446                         | Hydroélectricité | 44° 57′ 09″ N, 1° 58′ 37″ E |

### Baignade et loisirs aquatiques
450 km de cours d’eau sont concernés par la baignade et les loisirs aquatiques (canoë, navigation, pêche…). Le suivi de la qualité des eaux de baignade est assuré par le Syded, syndicat dédié à l'origine en 1996 au traitement des déchets et qui s'est diversifié en 2011 dans le suivi et la gestion des eaux naturelles.

### Observatoires
- Site de l'observatoire de la continuité écologique|
- Atlas cartographique des zones humides - Réseau Partenarial des Données sur les Zones Humides.
- Cartographie des arrêtés sècheresse
- Observatoire national des étiages